# Lichenophanes funebris
Lichenophanes funebris is een keversoort uit de familie boorkevers (Bostrichidae). De wetenschappelijke naam van de soort is voor het eerst geldig gepubliceerd in 1938 door Lesne.